# Кыклица
Кыклица ( Къклица) — село в Болгарии. Находится в Кырджалийской области, входит в общину Крумовград. Население составляет 89 человек.

## Политическая ситуация
В местном кметстве Кыклица, в состав которого входит Кыклица, должность кмета (старосты) исполняет Ахмед  Хасан Топал (Движение за права и свободы (ДПС)) по результатам выборов правления кметства.
Кмет (мэр) общины Крумовград — Себихан Керим Мехмед (Движение за права и свободы (ДПС)) по результатам выборов в правление общины.